# La Yerbabuena, Jalisco
La Yerbabuena är en ort i Mexiko.   Den ligger i kommunen Zapotlanejo och delstaten Jalisco, i den centrala delen av landet, 400 km väster om huvudstaden Mexico City. La Yerbabuena ligger 1 504 meter över havet och antalet invånare är 194.
Terrängen runt La Yerbabuena är kuperad åt sydost, men åt nordväst är den platt. Runt La Yerbabuena är det ganska glesbefolkat, med 47 invånare per kvadratkilometer. Närmaste större samhälle är Tonalá, 17,2 km nordväst om La Yerbabuena. I omgivningarna runt La Yerbabuena växer huvudsakligen savannskog.